# 2017년 대한민국의 영화
다음은 2017년에 대한민국의 영화에 관한 서술한다.

## 박스 오피스
2017년 대한민국 내에서 개봉한 영화를 대상으로 한 대한민국 박스오피스 순위이다. 위쪽 순위와는 달리 대한민국 개봉일 기준으로 2017년 내에 개봉한 영화를 등재하며, 기준일은 1월 1일부터 12월 31일까지다. 2017년 한 해 극장관객 수는 2억 2천만 명으로, 역대 최대치를 기록했다.
《택시운전사》가 천만 관객 돌파 영화가 되었으며 총 1,200만 관객을 끌어모았다. 외화 중에서는 《스파이더맨: 홈커밍》이 720만 관객을 모으며 4위에 들었고, 전 세계 박스오피스 1위를 기록한 《미녀와 야수》는 9위에, 《킹스맨: 골든 서클》이 10위에 올랐다.
| 순위 | 제목                   | 개봉일자  | 매출액 (원)    | 관객수 (명) | 비고 |
| ---- | ---------------------- | --------- | -------------- | ----------- | ---- |
| 1    | 《택시운전사》         | 8월 2일   | 95,853,645,649 | 12,186,327  |      |
| 2    | 《신과함께: 죄와 벌》  | 12월 20일 | 68,316,465,332 | 8,535,273   |      |
| 3    | 《공조》               | 1월 18일  | 63,783,138,326 | 7,817,631   |      |
| 4    | 《스파이더맨: 홈커밍》 | 7월 5일   | 59,125,813,820 | 7,258,678   |      |
| 5    | 《범죄도시》           | 10월 3일  | 56,318,038,149 | 6,879,844   |      |
| 6    | 《군함도》             | 7월 26일  | 50,510,565,168 | 6,592,151   |      |
| 7    | 《청년경찰》           | 8월 9일   | 44,381,150,516 | 5,653,270   |      |
| 8    | 《더 킹》              | 1월 18일  | 43,484,363,535 | 5,316,015   |      |
| 9    | 《미녀와 야수》        | 3월 16일  | 42,132,607,579 | 5,138,195   |      |
| 10   | 《킹스맨: 골든 서클》  | 9월 27일  | 40,987,484,736 | 4,945,484   |      |

## 이벤트 및 수상

### 1분기
- 미상 : 제8회 올해의 영화상

### 2분기
- 제3회 들꽃영화상
- 제53회 백상예술대상
- 제18회 전주국제영화제
- 제22회 춘사영화상

### 3분기
- 제20회 부천국제판타스틱영화제

### 4분기
- 제22회 부산국제영화제
- 제26회 부일영화상
- 제54회 대종상 영화제
- 제1회 더 서울어워즈
- 제37회 한국영화평론가협회상
- 제38회 청룡영화상
- 제14회 제주영화제
- 제37회 황금촬영상
- 제17회 부산영화평론가협회상
- 제17회 올해의 여성영화인상
- 제3회 한국영화제작가협회상
- 제19회 올해의 독립영화상
- 제17회 디렉터스 컷 시상식
- 송년호 발행 : 씨네21 영화상

## 같이 보기
- 2017년 영화
- 대한민국의 영화